# Anopheles barberi
Anopheles barberi är en tvåvingeart som beskrevs av Daniel William Coquillett 1903. Anopheles barberi ingår i släktet Anopheles och familjen stickmyggor. Inga underarter finns listade i Catalogue of Life.